# Croft House (Aviemore)

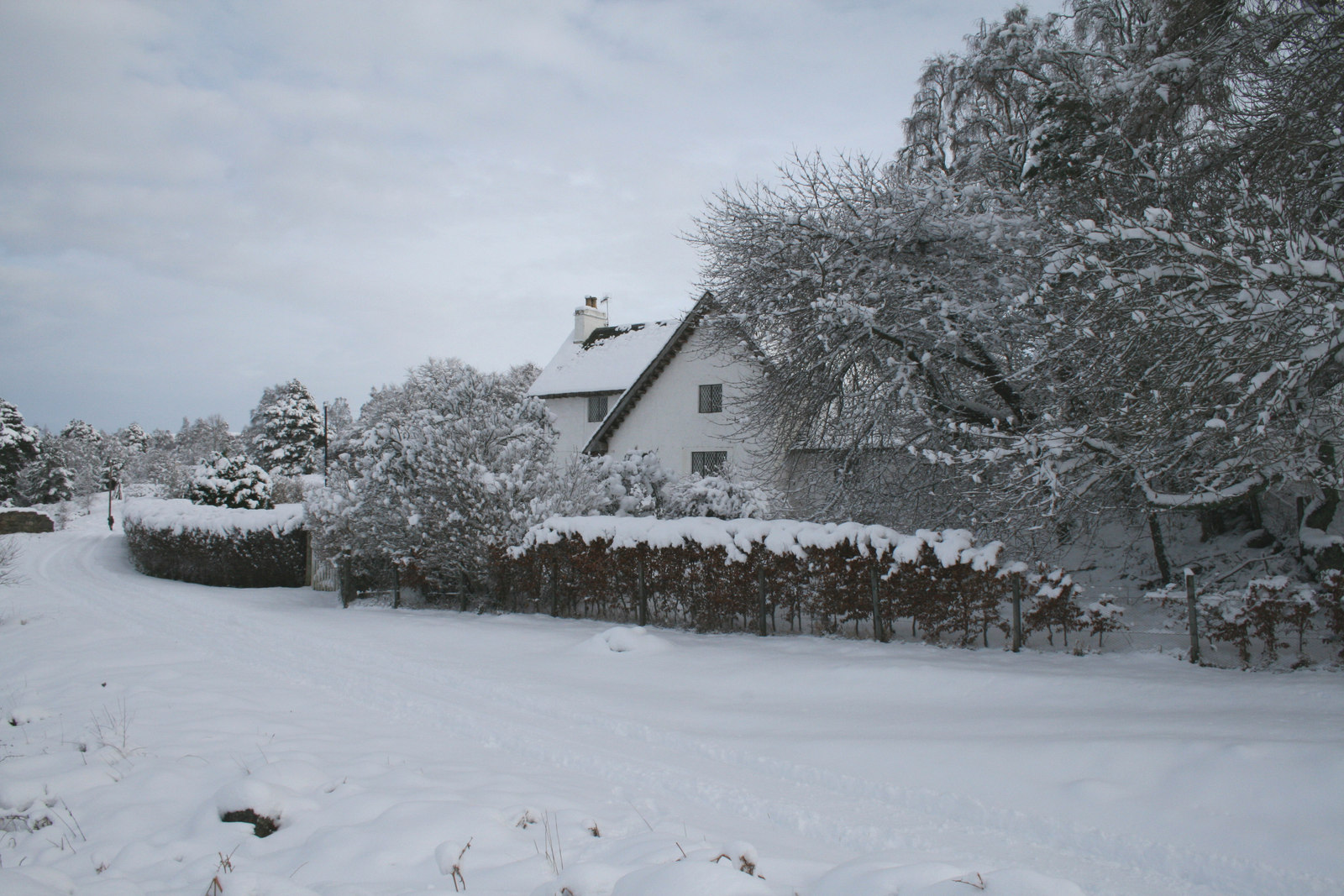
Croft House

Croft House ist eine Villa nahe der schottischen Ortschaft Aviemore in der Council Area Highland. 1979 wurde das Bauwerk in die schottischen Denkmallisten in der höchsten Denkmalkategorie A aufgenommen. Bauherr war der Whig-Politiker John Grant of Rothiemurchus, Vater von John Peter Grant, dem späteren Gouverneur von Jamaika. Den Entwurf für Croft House zeichneten seine Töchter Elizabeth und Jane, die zu diesem Zeitpunkt 15 beziehungsweise 12 Jahre alt waren.

## Beschreibung
Die Villa steht isoliert rund vier Kilometer südlich von Aviemore und nördlich von Loch an Eilean über dem Spey-Tal. Sie wurde zwischen 1812 und 1814 errichtet. Stilistisch weist sie einen hohen Bezug zur regionalen Architektur auf. Mit Ausnahme eines eingeschossigen Flügels im Hochparterre an der Südseite ist Croft House zweigeschossig ausgeführt. Die Eingangstür der asymmetrisch aufgebauten Villa befindet sich unter dem langen Schenkel des Frackdach an der westexponierten Hauptfassade. Ebenerdig sind dreiteilige, im Obergeschoss zweiteilige Fenster eingelassen. Die Fenstergestaltung an der Gebäuderückseite entspricht jener der Hauptfassade. Die Fassaden sind mit Harl verputzt. Die Dächer weisen einen hohen Überstand auf. Sie sind mit lokal gebrochenem Schiefer gedeckt und sowohl mit giebel- als auch firstständigen Kaminen ausgeführt.